# Aini
Els ainis (també coneguts com aynu, ainu o abdal) i són una ètnia de nòmades turcmans que s'integren dins els uigurs de la regió de Xinjiang de la Xina. Parlen un idioma propi (aini) i s'adhereixen principalment a l'alevisme. S'estima que hi ha entre 30.000 i 50.000 habitants ainis, la majoria situats a la vora del desert de Takla Makan.
Com a poble turquès, va rebre la influència dels perses i per aquest motiu, una proporció important del seu vocabulari prové del persa, tot i fer servir una base gramatical uigur. Per això es considera que és una llengua híbrida.

## Història
Els orígens del poble aini son controvertits. Alguns historiadors teoritzen que els avantpassats dels aini eren un poble nòmada relacionat amb l'Iran que va venir de Pèrsia fa uns centenars d'anys o més, mentre que altres conclouen que el vocabulari persa de la llengua aini és el resultat del fet que les llengües iranianes van ser una vegada principals idiomes comercials de la regió, a partir dels comerciants perses que es casaven amb dones locals.
Els aini en algun moment es van convertir a l'islam juntament amb els uigurs. La tensió amb els uigurs i altres pobles turcmans de la zona va provocar que fossin expulsats a la regió menys fèrtil de la conca del Tarim, prop del desert de Takla makan.
Durant la rebel·lió de Yakub Beg, al voltant de 1864, els ainí van lluitar contra el domini Qing. A la dècada de 1930, els ainí es van unir a la rebel·lió Kumul. Després de l'establiment de l'estat comunista el 1949, determinats grups ètnics van rebre el reconeixement de l'estat, i van permetre més llibertat cultural. Els aini van sol·licitar ser reconeguts com un grup ètnic diferent, però van ser rebutjats i l'estat va optar per comptar-los com a uigurs.